# Pfarrkirche Hanfthal

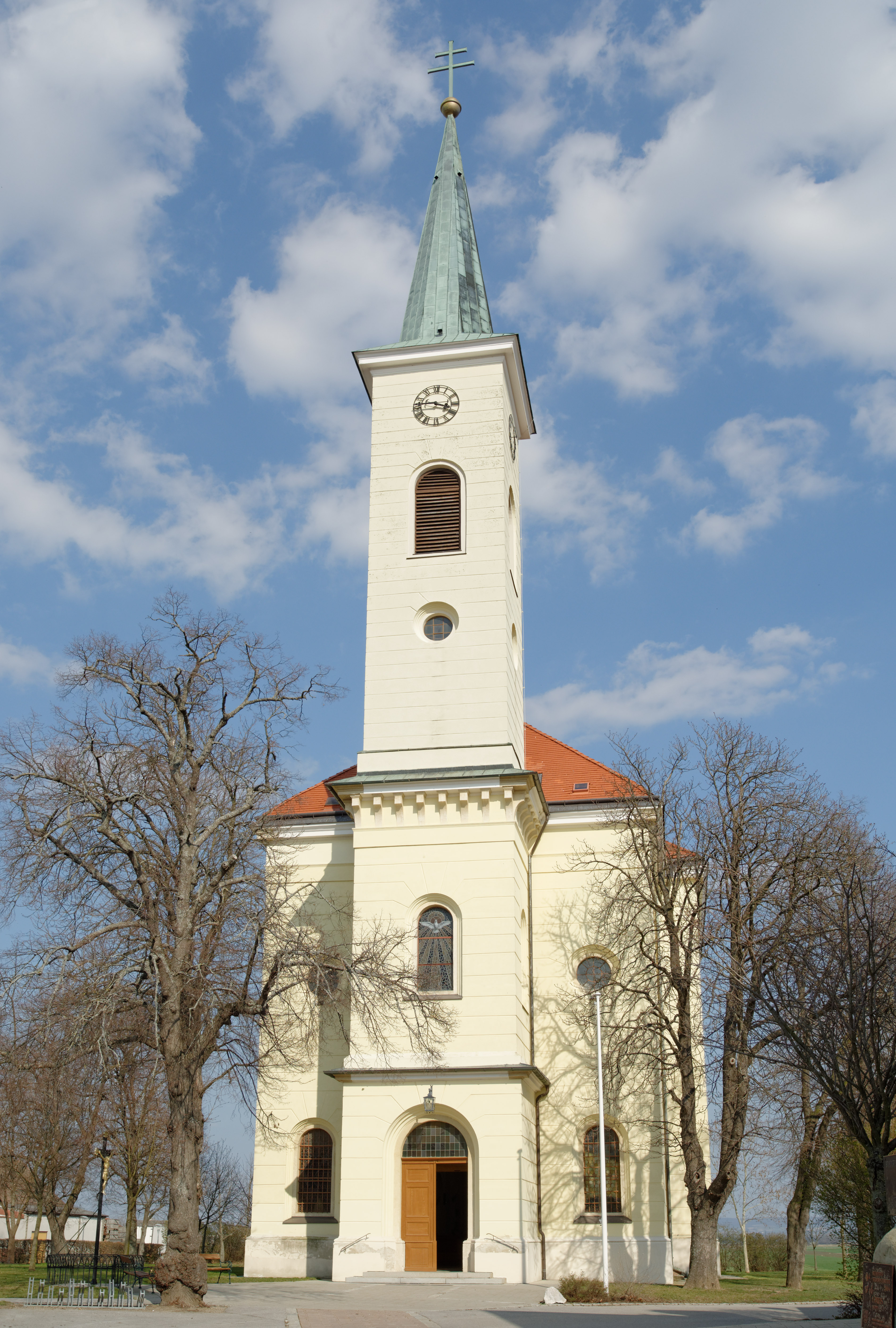
Kath. Pfarrkirche hl. Florian in Hanfthal

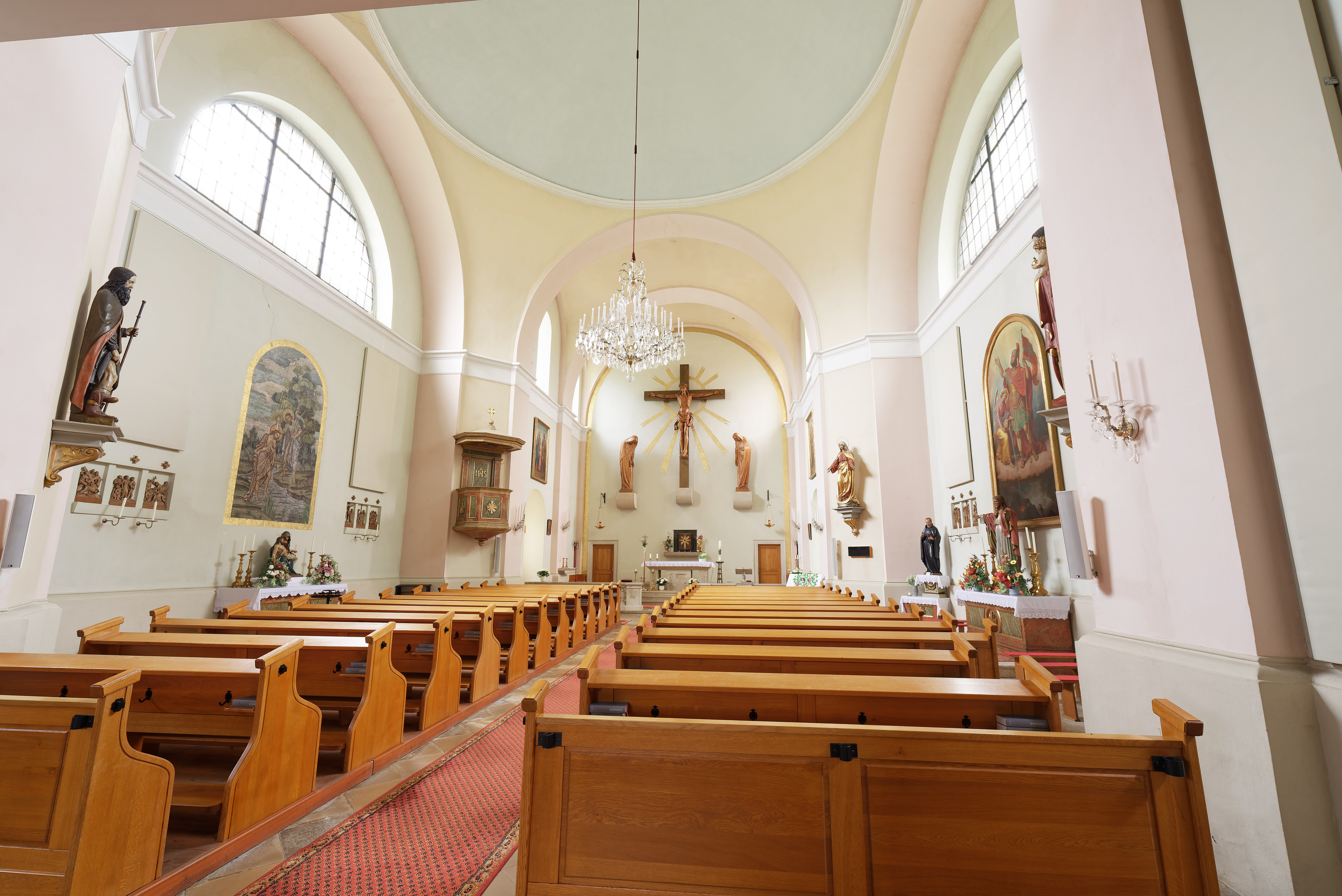
Blick vom Langhaus zum Hauptaltar

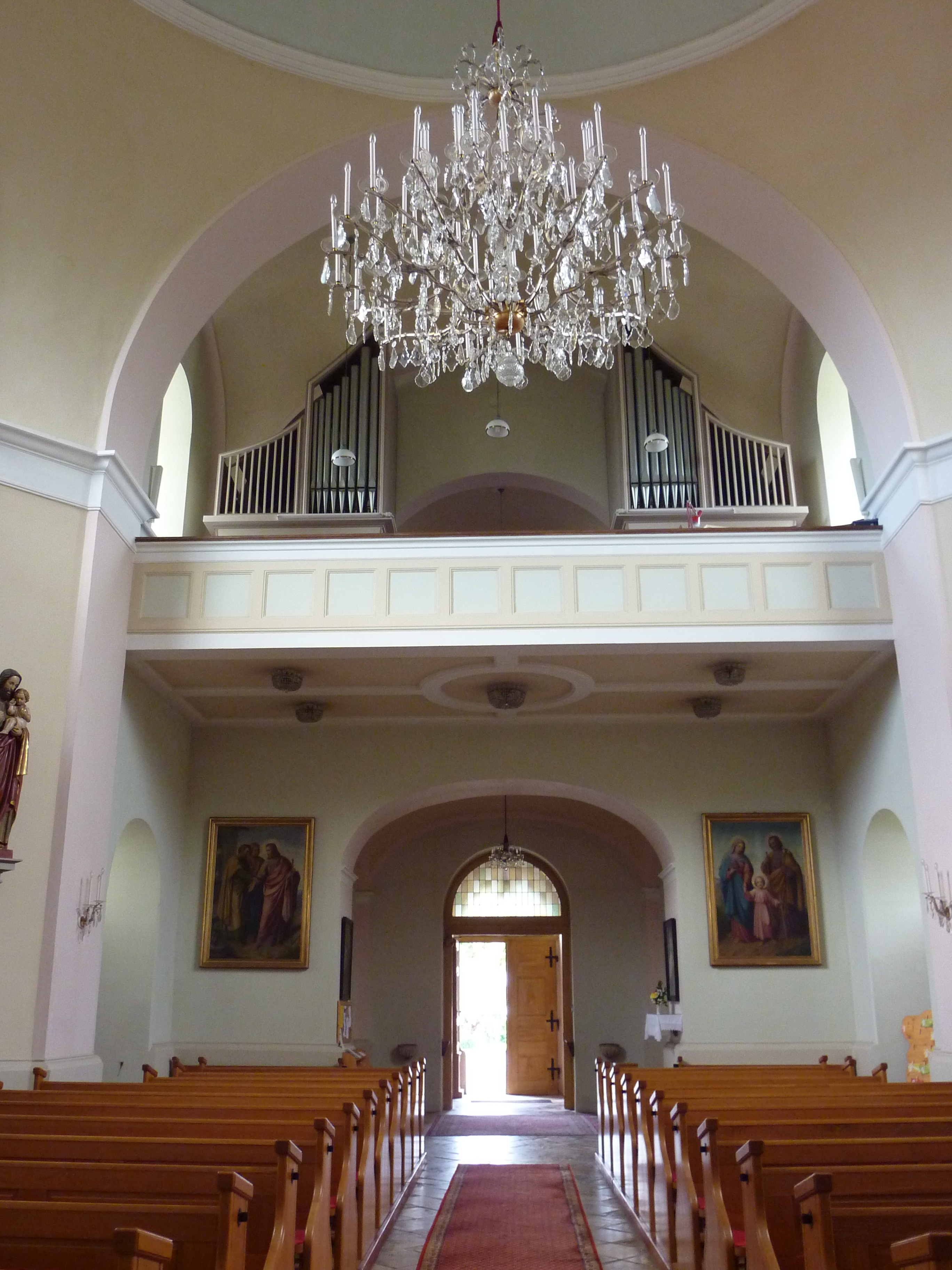
Ansicht der Empore mit der Kirchenorgel

Die römisch-katholische Pfarrkirche Hanfthal steht in der Ortschaft Hanfthal in der Gemeinde Laa an der Thaya im Bezirk Mistelbach in Niederösterreich. Sie ist dem heiligen Florian geweiht und gehört zum Dekanat Laa-Gaubitsch im Vikariat Unter dem Manhartsberg der Erzdiözese Wien. Das Bauwerk steht unter Denkmalschutz.

## Lagebeschreibung
Die Kirche steht im Nordosten der Ortschaft Hanfthal, einem Ortsteil der Stadt Laa an der Thaya.

## Geschichte
Die Pfarre wird 1784 erstmals urkundlich erwähnt. Der Bau von Karl Prantner stammt aus den Jahren 1844 bis 1846.

## Kirchenbau
Kirchenäußeres
Die Kirche ist ein mächtiger Kuppelbau über einem quadratischen Grundriss. Im Westen schließt ein schmäleres Langhausjoch an. Im Osten schließt der ebenfalls eingezogene Chor mit geradem Schluss an. Der zweigeschoßige Kirchturm ist dem westlichen Langhausjoch vorgebaut. In Höhe der Dachtraufe ist ein Gesims auf Konsolen. Darüber liegt das Glockengeschoß. Darüber ist ein achteckiges Pyramidendach. Das Rundbogenportal auf der Seite der Turmfassade ist mit Rundstäben gerahmt und gekehlt. Langhaus und Chor weisen eine schlichte Außenfassade auf und haben Rundbogenfenster. Im vorgezogenen, überkuppelten Mittelteil sind Lunettenfenster. Östlich schließt ein eingeschoßiger Sakristeianbau mit Dreiecksgiebel an den Chor an.
Kircheninneres
Über dem Langhaus ist eine Pendentifkuppel über einem Gesims, das auf pilastergegliederten Pfeilern lagert. Im westlichen Langhausjoch ist Platzlgewölbe. Unterhalb der Orgelempore ist eine Flachdecke, die durch Putzfelder gegliedert ist. Der zweijochige Chor ist platzlgewölbt, in der Sakristei ist zwischen Gurtbögen ebenfalls ein Platzlgewölbe.

## Ausstattung
Der Hochaltar ist freistehend. Darüber ist ein Kruzifix mit seitlichen Konsolfiguren, die die heiligen Maria und den heiligen Johannes darstellen. Sie wurden 1960 von Sepp Kals geschaffen. Im Kuppelraum stehen zwei Seitenaltäre. Auf der linken Mensa stehen sechs Rokokoleuchter.  Auf dem Altar steht ein Mosaik der „Taufe Jesu“ von R. Heinz aus dem Jahr 1958. Das Altarbild des rechten Seitenaltares zeigt den heiligen Florian. Es wurde 1876 von Josef Kessler gemalt.

## Orgel
Die Orgel stammt aus dem Jahr 1961 von Johann M. Kauffmann.